# Кемаки
Кема́ки — амбонотиморский народ. Проживает в Индонезии и в Восточном Тиморе. «Эма» — самоназвание народа кемаки.

## Общие сведения
Согласно данным за 2000 год численность народа кемаки составляет 110 тысяч человек, из которых 85 тысяч человек проживает в Индонезии. Близки народу тетумам. Говорят на языке кемак. Кемаки является одной маленькой из 14 австронезийских подгрупп в Тиморе (Toth 1980: 143).Большинство придерживается традиционных верований, часть исповедует католическую веру. Территориальная общность возглавляется вождём, делится на роды. Существуют трёхродовые союзы. «Частный» тип организации соответствует уровню uma или «дом», обозначает не просто жилье, а классифицирует экзогамные группы старших и младших братьев, у которых есть общий предок. «Коллективный» тип относится к сообществу моробо, который охватывает 7 деревень, содержащих в основном 3 дома, и объединенные общим ритуальным циклом (Monnig Atkinson 1986: 464).

## Традиционная материальная культура

### Традиционные жилища
Поселения кольцевой планировки, строят временные жилища на полях. Жилище четырёхугольное, свайное, каркасное, с высокой, спускающейся почти до земли крышей. Дома общины круглые.

### Традиционные занятия
Занимаются ручным земледелием, выращивают кукурузу, суходольный и заливной рис, ямс, таро, кокосовые и арековые пальмы. Занимаются животноводством, разводят буйволов, коз, кур.